# Swink
Swink – jednostka osadnicza w Stanach Zjednoczonych, w stanie Oklahoma, w hrabstwie Choctaw.